# Japan Karate
Japan Karate is een videospel voor de Commodore 64 en de Commodore 128. Het spel werd uitgebracht in 1985. 